# Слов'янська провінція

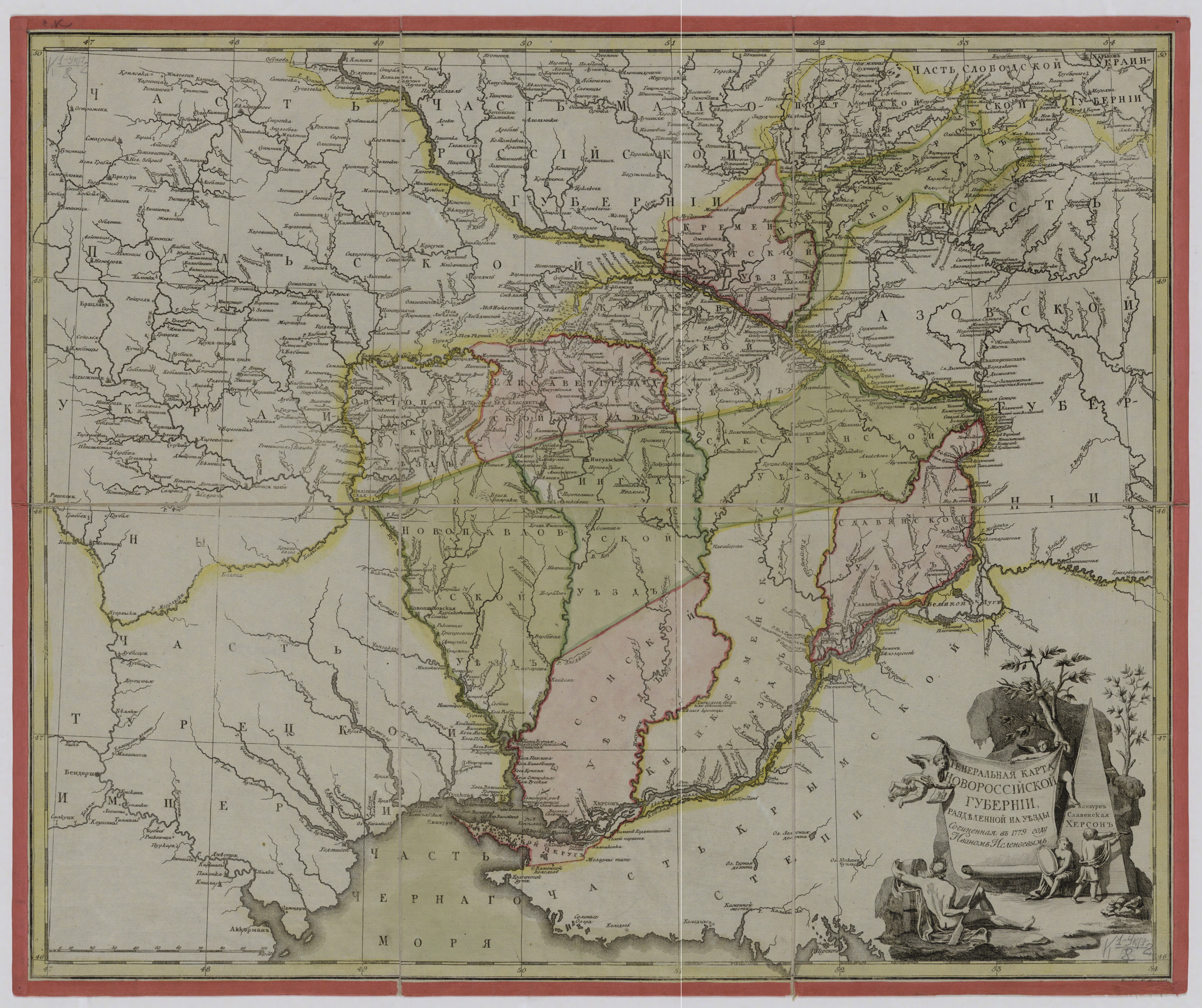
Генеральна карта Новоросійської губернії, поділеної на повіти. Складена 1779 року Іваном Ісленьєвим.

Слов'янська (Славенська) провінція -  адміністративно-територіальна одиниця Новоросійської губернії Російської імперії.
Утворена в 1776 році в результаті розподілу Новоросійської губернії на 4 провінції (лівобережну Полтавську та правобережні Єлисаветградську, Слав’янську і Херсонську) і губернський Кременчуцький повіт, після узгодження територіальних меж. Межі між провінціями та новоутвореними повітами губернії детально були визначені в "Ограничении Новороссийской губернии"(РГАДА, ф. 16, д. 797, ч. 2., лл. 293–330 об.).Кордони Славенської провінції були наступними: починаючи від кордону Херсонської провінції, тобто від устя річки Інгульця в Дніпро проти цього устя прямо через Дніпро в Кінські Води і вверх нею лівим берегом охоплюючи всі острова і Великі плавні до Великого Лугу, як між Дніпром, так і цією річкою розташовані, якими раніше колишні запорожці володіли і мали свої перевози на обидві сторони згаданих рік, від нижнього краю Великого Лугу оставляючи його в Азовській губернії, рахуючи по течії Дніпра, де Великий Луг згаданим нижнім краєм примикає до Дніпра, а звідти кордон іде далі вверх Дніпром, розділяючи острова з лісом між Азовською губернією і цією провінцією на рівні частини до устя річки Самоткані, яка впадає по течії з правого боку в Дніпро, звідки кордон продовжується по згаданій в описі кордону Єлисаветградської провінції апробованої в 1764 році межі до ріки Інгульця. А потім ділячи її навпіл з Херсонською провінцією до устя, звідки кордон цієї провінції брав свій початок.
В Славенську провінцію входила частина землі між Бугом і Дніпром, яка дісталася Російській імперії по трактату 1774 року від Порти Оттоманської та захоплені землі колишніх Запорізьких вольностей.
Славенська провінція поділялася на три повіти:
- Кизикерменський
- Саксаганський
- Славенський.

1783 року територія Новоросійської губернії увійшла до складу Катеринославського намісництва, де поділ на провінції вже не використовувався.